# Rantzau (Gemeinde)
Rantzau település Németországban, Schleswig-Holstein tartományban. Lakosainak száma 341 fő (2023. december 31.).

## Népesség
A település népességének változása:
| Lakosok száma | 322  | 335  | 339  | 345  | 342  | 341  | 341  |
|               | 1975 | 2013 | 2017 | 2019 | 2021 | 2022 | 2023 |